# Görlsdorf (Luckau)
Görlsdorf ist ein Ortsteil der Stadt Luckau im Süden des Landkreises Dahme-Spreewald in Brandenburg. Bis zur Eingemeindung am 26. Oktober 2003 war Görlsdorf eine eigenständige Gemeinde.

## Lage
Der Ort Görlsdorf liegt in der Niederlausitz im Landschaftsschutzgebiet Crinnitz-Lausitzer Grenzwall. Nachbarorte sind Frankendorf und Freesdorf im Norden, Egsdorf im Nordosten, Garrenchen und Schlabendorf am See im Osten, Beesdau (zu Heideblick) im Süden, Goßmar (zu Heideblick) im Westen sowie die Stadt Luckau im Nordwesten. Durch den Ort läuft die Kreisstraße 6129.
Zu Görlsdorf gehören die bewohnten Gemeindeteile Frankendorf und Garrenchen sowie der Wohnplatz Wanninchen.

## Geschichte

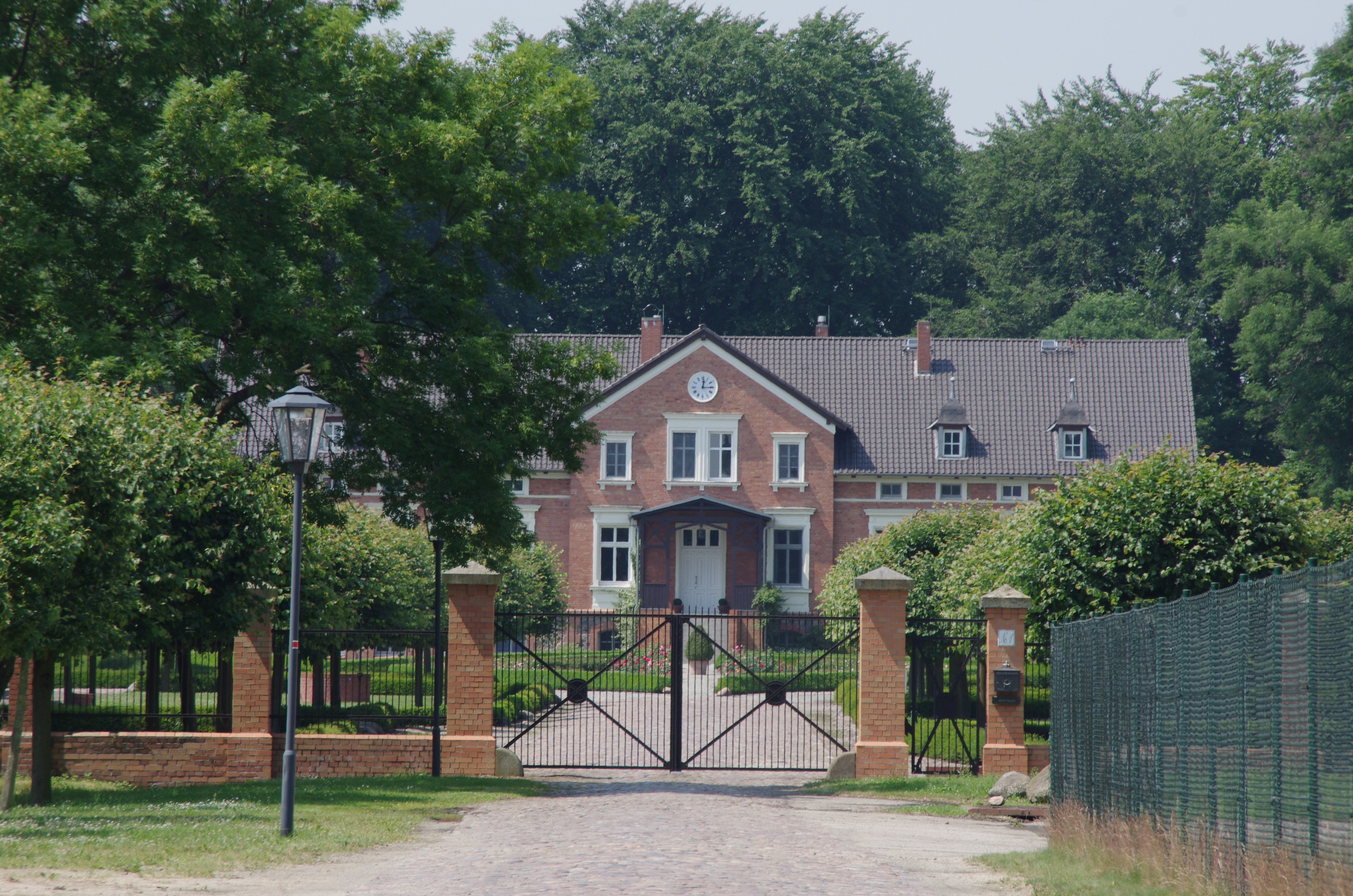
Gutshof Görlsdorf

Görlsdorf wurde im Jahr 1475 erstmals als Gerlachsdorff urkundlich erwähnt. Weitere frühere Namen des Ortes waren Gerlestorff und Gölißdorff.
Das Rittergut Gölißdorff gehörte vor dem Jahr 1600 der Familie von Maltitz und von 1623 bis ins Jahr 1639 der Familie von Woltersdorff. Nach einer Erbschaft gehörte das Rittergut bis ins Jahr 1890 der Familie von Stammer. Zeitweise war bis 1721 eine Frau von Stammer Gutsherrin am Ort. 1828 heiratete Eckhardt von Stammer auf Görsldorf die Gräfin Amalie von Loß. 1879 weist das Generaladressbuch der Rittergutsbesitzer konkret 674 ha Besitz aus, davon 258 ha Waldanteil. Diese Adelsfamilie verkauft das Gut etwa im Jahre 1890, letzter Vertreter war nach dem Gothaischen Genealogischen Taschenbüchern des Adels der Rittmeister Eckardt Otto Karl von Stammer, geboren in Görlsdorf 1843, gestorben Norderney 1894. Die letzte bekannte Besitzerin des Gutes war dann Elisabeth Kehren. 1945 brannten Teile des Gebäudes ab. Die verbliebenen Teile des Hofes befinden sich heute in privater Nutzung.
Ab dem Jahr 1952 gehörte Görlsdorf zum Kreis Luckau. Nach der Wiedervereinigung bildete Görlsdorf zusammen mit 15 weiteren Gemeinden vom 25. Mai 1992 bis zum 25. Oktober 2003 das Amt Luckau. Am 6. Dezember 1993 kam Görlsdorf zum neu gegründeten Landkreis Dahme-Spreewald. Am 26. Oktober 2003 wurde Görlsdorf nach Luckau eingemeindet.

### Eingemeindungen
Am 1. Juli 1950 wurden die bis dahin eigenständigen Gemeinden Frankendorf, Garrenchen und Wanninchen eingegliedert.

### Bevölkerungsentwicklung
| 1875 | 227  | 1890 | 294  | 1910 | 352  |
| 1925 | 368  | 1933 | 375  | 1939 | 351  |
| 1946 | 499  | 1950 | 826  | 1964 | 780  |
| 1971 | 717  | 1981 | 1091 | 1985 | 1058 |
| 1989 | 1052 | 1992 | 841  | 1997 | 875  |
| 2002 | 784  | 2014 | 553  | 2020 | 522  |